# Вавилон (Ставропольский край)
Вавило́н — хутор в Ипатовском районе (городском округе) Ставропольского края Российской Федерации. До 1 мая 2017 года находился в составе сельского поселения Октябрьский сельсовет.

## География
Расстояние до краевого центра: 88 км. Расстояние до районного центра: 17 км.

## Население
| 1989 | 2002 | 2010 | 2014 | 2021 | 2023 |
| ---- | ---- | ---- | ---- | ---- | ---- |
| 101  | ↘83  | ↗85  | ↘50  | ↗77  | →77  |

По данным переписи 2002 года, 94 % населения — русские.

## Инфраструктура
В населённом пункте 8 улиц — Братьев Караваевых, Виноградная, Красный хлебороб, Набережная, Подгорная, Садовая, Школьная и Южная. В 300 м к югу от хутора расположено общественное открытое кладбище площадью 2 тыс. м².